# С-125
С-125 Нева / Печора (название на НАТО SA-3 Goa) е съветски зенитно-ракетен комплекс със среден обсег, разработен от бюро Алмаз-Антей. С-125 има стационарен и мобилен вариант, съответно с 4 и 2 ракети на установка. Ракетата В-601 има обсег 35 км с таван от 18 км. Бойната глава е осколъчно-фугасна и има тегло от 60 кг. С такава установка сръбска ПВО батарея командвана от Дани Золтан сваля американски стелт бомбардировач F-117 и изтребител F-16 по време на бомбардировките над бивша Югославия. С-125 е използвана и във войните в Близкия изток от страна на Сирия (сваля 43 израелски самолета през 1973) и Египет (сваля 9 и поврежда 3 израелски самолета през 1970).

## Оператори
- Южна и Северна Америка: Венецуела, Куба, Перу
- Европа: Армения, България (30 ст. и моб.), Русия, Сърбия
- Африка: Алжир (11 дивизиона), Ангола, Египет (172 ст. и 60 моб.), Етиопия, Замбия, Либия, Мозамбик, Танзания
- Азия: Афганистан, Виетнам, Индия, Йемен, Мианмар, Пакистан, Северна Корея (до 128 ст. и моб.), Сирия, Туркменистан